# Valentín de Passau
Valentín de Retia o de Passau fue un obispo de Retia muerto hacia el 475; venerado como santo, la festividad litúrgica  es el 7 de enero.
Predicó en la región de Recia y, hacia el 435, fue nombrado primer obispo de Passau. Murió hacia el 475 en Meran, en el Tirol italiano, siendo enterrado cerca de la ciudad, en Mais.

## Veneración
En 739, su cuerpo fue trasladado en Trento, de donde el duque Tassil III de Baviera lo llevó a Passau (Baviera) en 761. 
En Alemania, los católicos le tenían mucha devoción, especialmente en las diócesis de Bozen-Brixen, Linz, Passau y St. Pölten, y es invocado para curar la epilepsia y otras enfermedades. Es nombrado Valtl. A partir del siglo XV se le representa con un hombre extendido a sus pies.
- Datos: Q2367577
- Multimedia: Valentin of Raetien / Q2367577